# 巴勒赫中央站
巴勒赫中央站（英語：Balloch Central railway station）是一個位於蘇格蘭西敦巴頓郡巴勒赫的鐵路站，在1850年7月15日由加里東和敦巴頓郡交匯鐵路啟用，至1988年4月23日停用。

## 歷史
大部份行駛此站的列車均以這為終點站，部份則繼續行駛至下一站巴勒赫碼頭站為終點站，讓旅客繼續接駁乘搭蒸汽船。這線路在1960年代進行電氣化。在1856至1934年間，福斯和克萊德交匯鐵路曾提供往斯特靈站的列車服務。車站在1988年4月23日停用，由新建的巴勒赫站取代。新車站的建成使原由的平交道關閉。車站大樓現已更改用途為旅客服務中心。
| 前一站         | 路線                     | 下一站       |
| -------------- | ------------------------ | ------------ |
| 亚历山德里亚站 | 加里東和敦巴頓郡交匯鐵路 | 巴勒赫碼頭站 |